# Christos Kakkalos

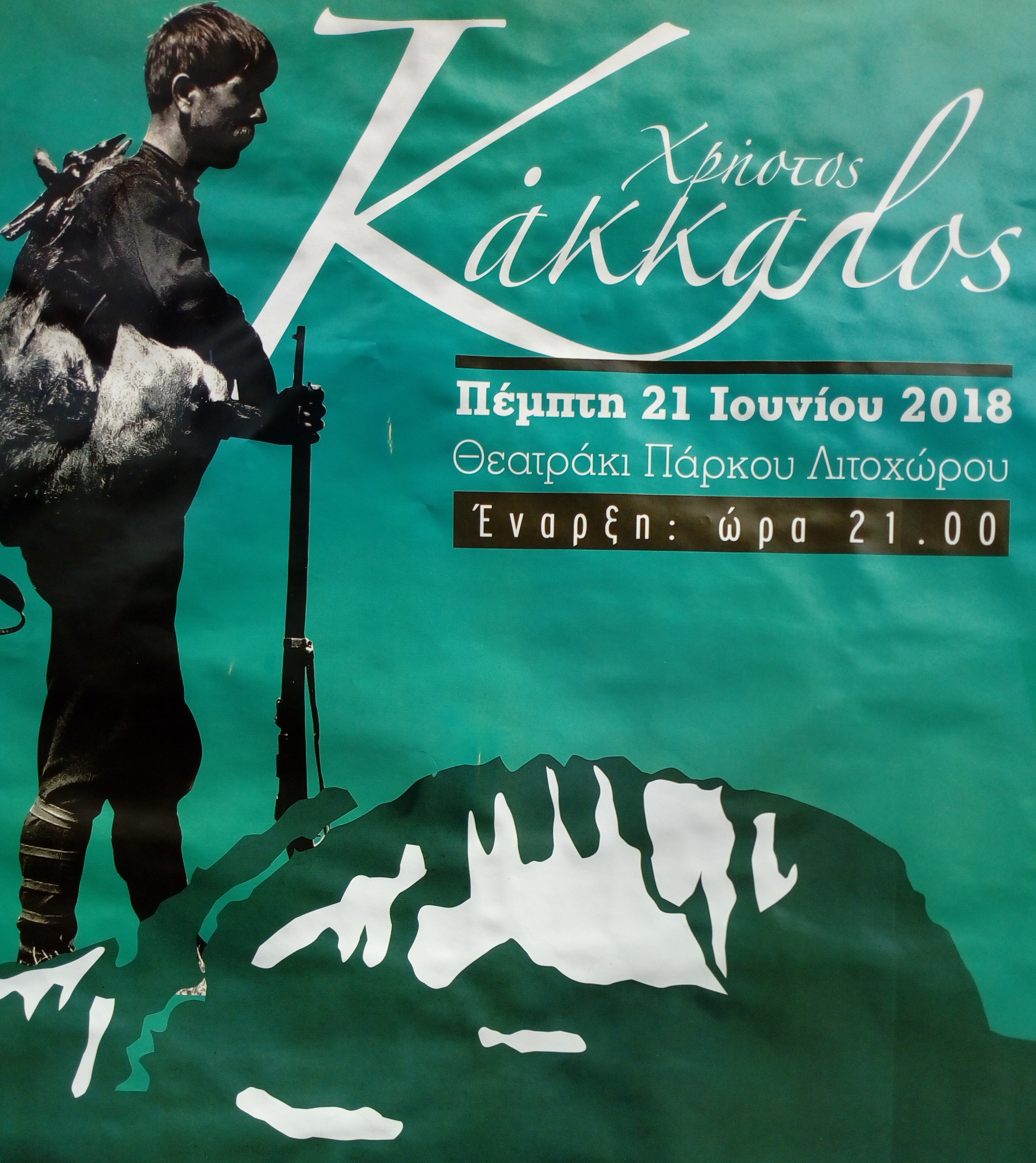
Christos Kakkalos

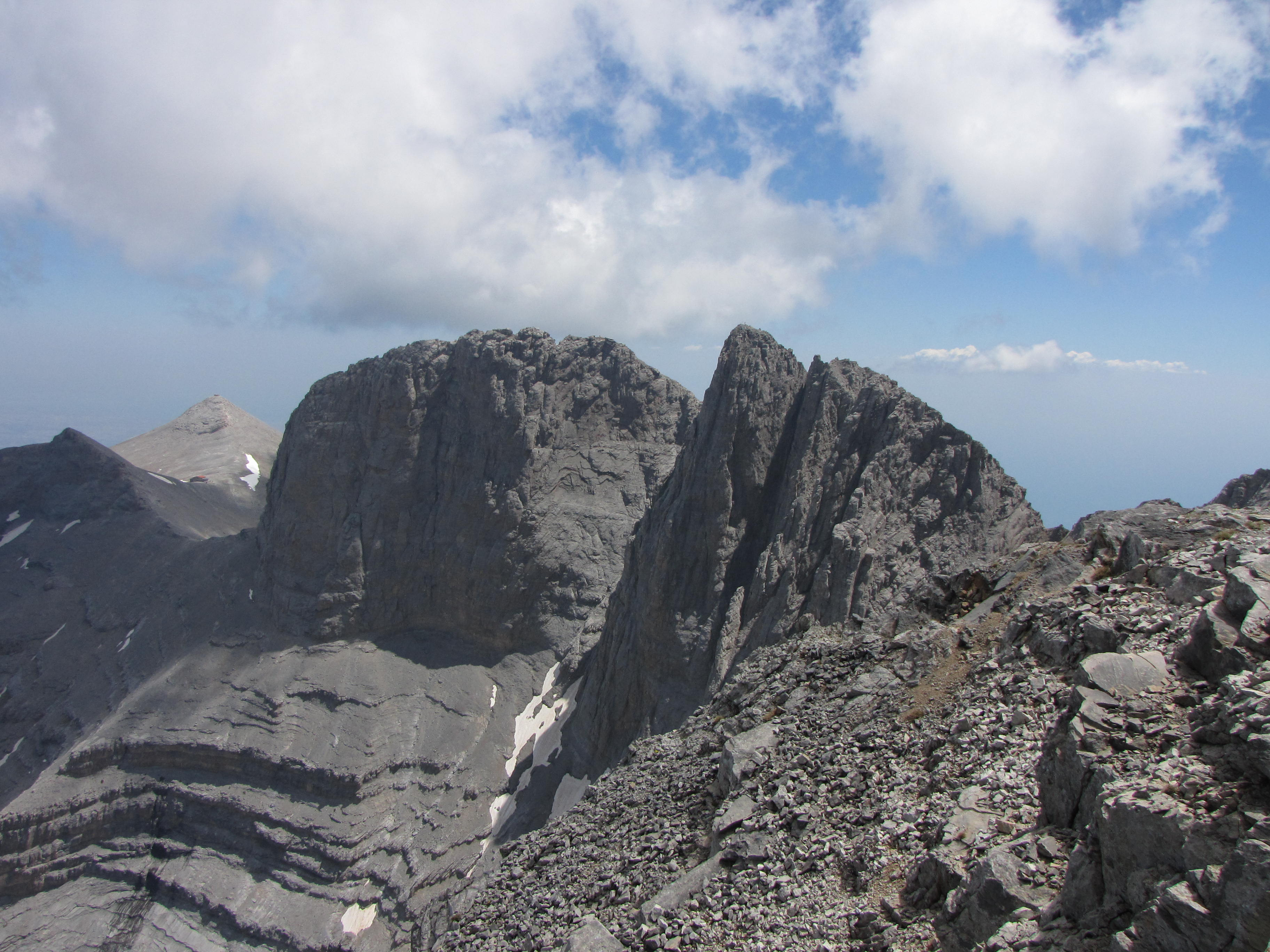
Die höchsten Gipfel des Olymp. Rechts Mytikas (2918 m), links Stefani (2909 m)

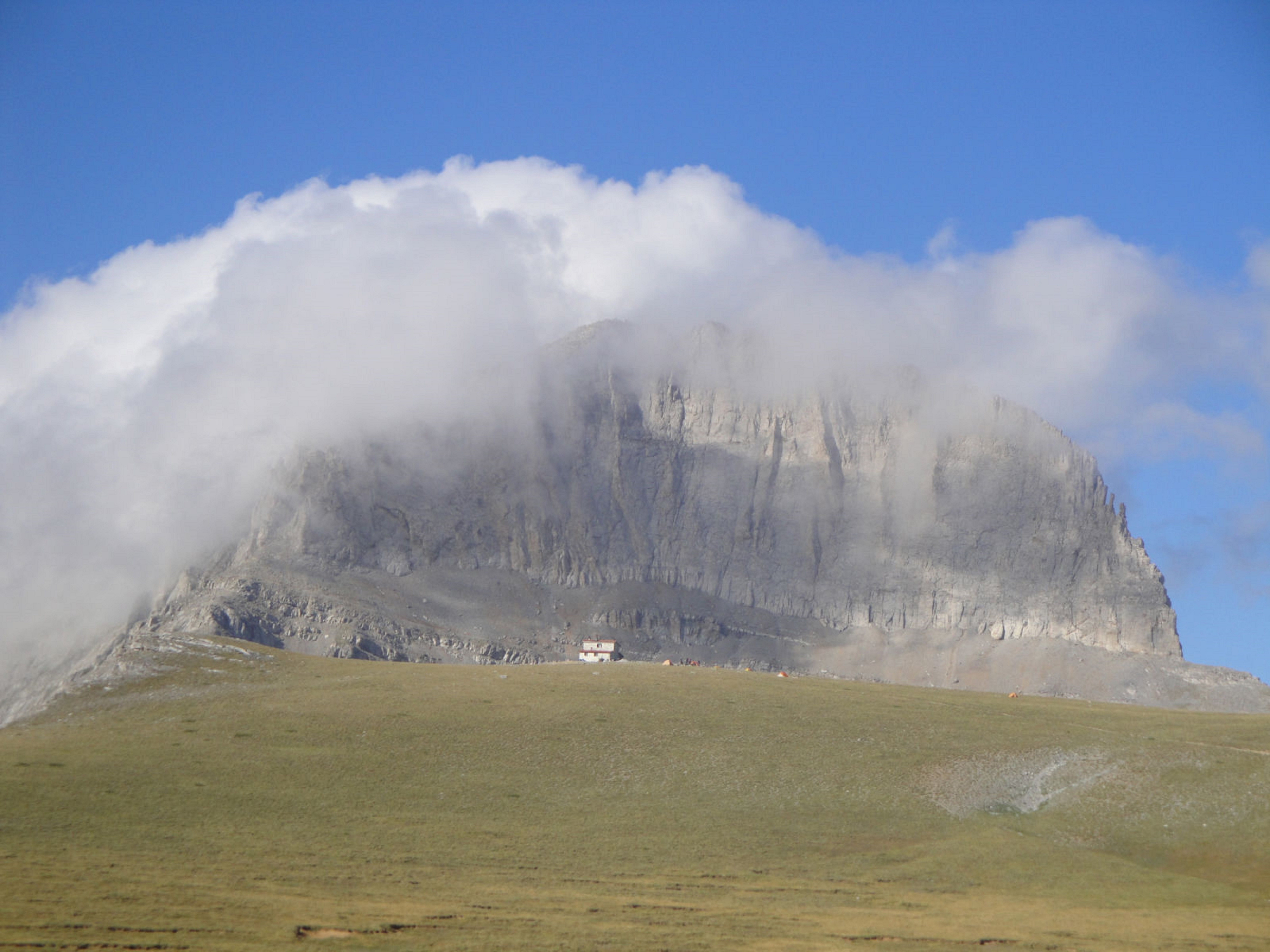
Das Plateau der Musen mit der Berghütte Christos Kakkalos, im Hintergrund der Gipfel Stefani (2909 m)

Christos Kakkalos (griechisch Χρήστος Κάκκαλος, * 13. Juli 1882 in Litochoro; † 12. April 1976) war ein griechischer Bergführer. Er leitete 1913 die Expedition der Schweizer Daniel Baud-Bovy und Frédéric Boissonnas und gilt als der Erstbesteiger des Mytikas, des höchsten Gipfels des Olymp (2918,80 m) in Griechenland.

## Leben
Nach dreijährigem Schulbesuch half er seiner Familie bei der Arbeit und der Jagd. Die Familie Kakkalos besaß eine Hütte namens Paliokalyva (Παλαιοκάλυβα ‚alte Hütte‘) an der Ostseite des Olymp. Sie arbeiteten als Holzfäller und transportierten das Holz zu den wassergetriebenen Sägewerken in Prionia. So lernte Kakkalos schon als Kind die Bergwelt kennen und jagte bis in die Gipfelregion Gämsen.
Im Sommer 1913 brach er mit den Schweizern Baud-Bovy und Boissonnas zu einer Expedition zu den Gipfeln des Olymp auf und am 2. August 1913 gelang der Gruppe die Erstbesteigung des Mytikas. Weitere Besteigungen erfolgten im Juli 1919, 1921, und im September 1927 mit 105 teilnehmenden Personen. 1921 führte er den Schweizer Topograph Marcel Kurz, der als Erstbesteiger des Olymp-Gipfels Stefani (2909 m) gilt, und den Schweizer Ingenieur Fritz Kuhn. 1931 führte er noch einmal Daniel Baud-Bovy mit einer Gruppe von Bergsteigern.
Bis 1932 übernachtete er mit den von ihm geführten Gruppen in der Paliokalyva. 1930 wurde der Grundstein für die erste Berghütte des Olymp gelegt, der Hütte Spilios Agapitos. (Lage)
1937 wurde er vom griechischen Bergsteigerverband zum offiziellen Bergführer für den Olymp ernannt. Er führte Bergsteiger, Geologen, Botaniker, Botschafter, Politiker, Künstler und Touristen. In den Jahren 1971–73 bestieg er den Mytikas. Als er das letzte Mal auf dem Gipfel stand, war er 91 Jahre alt. 
Christos Kakkalos starb am 12. April 1976.
1984 wurde eine Berghütte auf dem Plateau der Musen (2680 m) nach ihm benannt. (Lage)

## Erstbesteigung des Mytikas
Am 28. Juli 1913 erreichten die Schweizer Daniel Baud-Bovy und Frédéric Boissonnas den Ort Litochoro (ca. 400 m). Sie engagierten die Holzfäller Christos Kakkalos und Nikos Bistikos, um sie zum Gipfel des Olymp zu führen. Am nächsten Tag begannen sie den Aufstieg. Um die Mittagszeit erreichten sie das Kloster Agios Dionysios (820 m) und gingen von dort aus weiter zur Petrostrouga (1940 m) und übernachteten dort. Am 30. Juli erreichten sie das Plateau der Musen (ca. 2600 m) und bestiegen die Gipfel Profitis Elias und Toumba. Die Gipfel Mytikas und Stefani vor Augen entschieden sie, wieder abzusteigen und übernachteten in einer Holzfällerhütte (wahrscheinlich in der Paliokalyva) in der Nähe der heutigen Berghütte Spilios Agapitos (2040 m). Am 31. Juli wollten sie ihr Vorhaben abbrechen und begaben sich auf den Rückweg Richtung Litochoro. Während des Abstiegs änderten sie ihre Meinung und übernachteten in Prionia (1100 m). Am 1. August stiegen sie wieder auf bis zur Holzfällerhütte. 
Am Morgen des 2. August 1913 verließen die beiden Schweizer, ihre Führer und zwei Hirten, die zum Tragen der schweren Fotoausrüstung engagiert wurden, die Holzfällerhütte in Richtung Gipfelregion. Es regnete, war kalt und neblig. Unterwegs blieben die beiden Hirten und der Führer Nikos Bistikos zurück. 
Als das Trio den vermeintlichen Gipfel erklommen hatte, erkannten sie beim Aufreißen der Wolkendecke, dass sie sich geirrt hatten, als sie den Mytikas über sich sahen. Kakkalos nahm die Fotoausrüstung und begann den finalen Aufstieg. Kurze Zeit später erklommen sie um 10.25 Uhr den Gipfel des Olymp.